# مفهوم العقل
مفهوم العقل هو كتاب للمفكر المغربي عبد الله العروي يناقش فيه مفهوم العقل ، من خلال مجموعة من الحقوق المعرفية التي يشتغل فيها الباحث سواء في التاريخ أو الفلسفة أو علم الاجتماع وعلم السياسة...
ويشير عبد الله العروي في الكتاب إلى أن المجتمعات الإسلامية، العربية وغيرها ، المستقلة بذاتها أو الخاضعة لحكم غيرها، هي بعيدة في سلوكها (العام والخاص) عن العقل، وبالتالي عن العقل والدين معاً، وهذا التناقض الملاحظ معترف به كما لو كان أمراً طبيعياً، غير مستبعد. صدرت طبعته الاولى سنة 1996 عن دار النشر المركز الثقافي العربي بالدار البيضاء في المغرب.

## محتويات الكتاب
تمهيد:
- المسلك التكويني والمسلك التفكيكي
- الرأي والمنهج
- النظيمة والبنية
- الدور
- المفاهيم
- المطابقة والاكتمال
- الهدف من المؤلف.

القسم الأول
الفصل الأول: مفارقة الشيخ محمد عبده .
1. بعد ثلاثين سنة ،
2. مدار فكر عبده
3. عبده المسلم
4. عبده والفلسفة
5. عبده وعلم الكلام
6. عبده المصلح
7. عبده المجادل
8. المفارقة عند محمد عبده
9. المفارقة اليوم

الفصل الثاني: عقل المطلق
1. العلم والتخصص
2. العقل والإيمان
3. عقل المعتزلة
4. موقف المعتزلة ومذهبهم
5. ابن الريوندي والأشعري
6. العلم مسائل
7. الأصول الخمسة
8. الحصر والجمود
9. النهج الكلامي
10. أساس المفارقة
11. عودة إلى محمد عبدة

الفصل الثالث: عقل العقل.
1. المناظرة
2. التماسك
3. المنطق في الفكر الإسلامي
4. مراحل التطور
5. المنطق في الغرب
6. ظروف الاستيعاب
7. المنطق الأرسطي والعلم الحديث
8. الحد
9. الرابطة
10. القياس
11. العلة
12. الممكن
13. علمان أو مسلكان

خلاصة القسم الأول: العقل والعلم .
1. المنطق في خدمة العلم المطلق
2. العقول ملائكة
3. الاستبطان والاستقراء
4. العهد الجديد
5. العقل النظري والعقل العلمي

القسم الثاني:
1. لماذا إبن خلدون
2. هل كان إبن خلدون مفكراً تقليدياً
3. التبويب وأهميته
4. التحقيق وإنعدامه
5. تكوين المتن

الفصل الرابع: عقل الغيب
1. المتن والتحليل أنواع المدركات العقل التجريبي
2. المجتمع البدوي علوم الأمر وعلوم الرؤيا ، الرعايا والسياسة
3. العمران المدني الصنائع ، العلوم العقلية ، العلوم الشرعية الأصيلة ، العلوم الدعية ، العلوم الكشفية
4. المجتمع المختلط ، الكشف والكسب والخروج على الدولة
5. مدنية / واقعية / وضعانية

الفصل الخامس: عقل العدد
1. سؤال
2. التناسب والاتصال
3. جان بودان والعدد
4. مقارنة أولى
5. كونت وترتيب العلوم
6. مقارنة ثانية
7. التعداد والمقايسة

الفصل السادس: عقل الكسب
1. إدعاء
2. نقض وتنبيه
3. ماذا قال فعلاً إبن خلدون
4. غرض إبن خلدون
5. المصطلح
6. الأصناف
7. الفلاحة
8. التوليد والطب
9. الصنائع
10. التجارة
11. عمل ورأسمال
12. عامل ومستهلك
13. الاقتصاد والدولة
14. موانع
15. المحاسبة
16. الحسبان
17. المحتمل

الفصل السابع: عقل الجهاد
1. الحرب تجربة ونظرية
2. ما سكت عنه ابن خلدون
3. وما صرح به
4. ماكيافلي وفن الحرب
5. إبن خلدون والجهاد
6. الحرب والملك
7. واليوم

خلاصة القسم الثاني: العقل والوهم
1. عقل الفرد وعقلية الجماعة
2. إبن خلدون والبيان
3. التمثيل والتمثل
4. التعقل والاصلاح

الخلاصة العامة: الاسم والفعل
1. عقل وعقل
2. خلاصتان
3. المفارقة
4. الاختيار والحسم

## الهدف من الكتاب
يقول صاحب الكتاب:"أتعرض في هذا الكتاب لهذه النقطة بالذات لا أحلل مفهومي العقل والعلم إلا في هذا الإطار الذي هو إطار ممارستنا الثقافية اليومية، في محاولة فهم الهوة الساحقة التي نلاحظها بين ما نراه حقاً أو باطلاً، من عقل في عقيدتنا، وما نراه، حقاً أو باطلاً، من لا عقل في سلوكنا". فهو معني، في المقام الأول، ببيان محدودية العقل في الفكر العربي الإسلامي، الكلاسيكي والحديث، وتحليل الأسباب التي حالت دون صيرورة العقل النظري (عقل المطلق) إلى عقل عملي منتج، عقل الاسم - مثلما سماه - إلى عقل فعل، أي التي حالت دون تحول العقل من عقل يتعقل ويعقل إلى عقل سلوكي، ثم من عقل إلى عقلانية.

## ملخص الكتاب

### القسم الاول
ركز فيه على الشيخ محمد عبده، و ينطلق الكاتب من سؤال الشيخ محمد عبده لماذا تأخر المسلمون ، كما يناقش التحول الذي طرأ على نظرة الجمهور للشيخ و التي تحولت من إشادة الى انتقادات و اتهام ،ليخلص إلى أن الواقع يبرز أن التقليد يعادي التجديد .
يحاول محمد عبده الإجابة عن اتهامات المستشرقين الغربيين حول المجتمعات الإسلامية و منها غلبة الاستبداد و تشبعهم بفكرة القدر و المكتوب و قول المتكلمين بالتولد و هو ما ادى الى عدم بروز علم تجريبي لديهم، و قد حاول محمد عبده الرد على هذه التهم و لو بمخالفة التراث التقليدي .
كان تأثير ابن رشد كبيرا في أوربا مقارنة بمحمد عبدو رغم محدودية العلم في عصره، و سار محمد عبده في نهجه و نطق بما نطق به ابن رشد، لكن ما أتى به ظل محدودا بحدود الجو الفكري الذي عاش فيه و لأسباب منهجية أيضا. و في علاقته بالفلسفة كان محمد عبده مطلعا و عارفا بها مدافعا عن وجودها ، لكن طالب بابعادها عن مجال العامة و علاقته بعلم الكلام فرغم رفض نهجهم إلا أنه لم يرفض أصوله البديهية
و يقف عند المفارقة التي أقرها محمد عبده بين المسلم و المسيحي و ملخصها أن الاول يزهد في العلم و يتبع الخرافات و الثاني يتبع سنن الكون و يعمل بالعلم و العقل. هذه المفارقة التي سجلها العديد من الباحثين الغربيين ،و يحاول الاجابة عن هذه المفارقة بكون تقدم الغرب ناتج عن الثورة البروتستانتية و التأثر ياسلام الاندلس ،أما تأخر المسلمين فناتج عن تكون سلطة دينية خاصمت العقل و العلم
ينتقل الكاتب إلى ابراز المفارقة التي انكشفت لمحمد عبده ليست خاصة بالمجتمع الإسلامي إذ توجد في مجتمعات أخرى(الاتحاد السوفيتي مثلا). كما يتطرق الى المعتزلة و النقاش الذي دار: هل فعلا حرروا العقل المسلم أم لا ؟ يتحدث المؤلف عن خروج كل من ابن الريوندي والاشعري على المعتزلة . كما يورد الأصول الخمسة التي قال بها المعتزلة التوحيد، العدل، الوعد والوعيد، الأمر بالمعروف والنهي عن المنكر، المنزلة بين المنزلتين).هذه الأصول التي يمكن ردها إلى أصل واحد هو التوحيد. كما يتعرض للجاحظ و أسلوبه و علاقته بالاعتزال ،ثم ابن حزم و تصنيفه للعلوم العقلية. و يورد الكاتب  حضور المنطق لدى المناطقة المسلمين ،و كيف تلقى العقل المسلم المنطق الأرسطي على الخصوص

### القسم الثاني
يحاول الكاتب في هذا القسم الكشف عن مفهوم ابن خلدون للعقل، و يرى الأستاذ العروي أن ابن خلدون اتخذ موقفا وسطا بين الفقيه الذي يقول الحق بإطلاق، اعتمادا على خبر اليقين، وبين العارف الذي يشاهد الحق بعد إماطة الحجاب، و يؤكد أنه اقترب من مفهوم العقلانية كما يسميها المؤلف و التي يسميه ابن خلدون العقل التجريبي. الذي هو بالنسبة له آلة موظفة لهدف بشري هو العمران.كما يحاول أن يبرز حدود هذا التصور و نسبيته . و هو عقل مشخص حسب العروي و محدد و محدود دائما بظروف الممارسة .
يعارض ابن خلدون أولئك الذين يحاولون بعقولهم بلوغ حقائق ميتافيزيقية مثل حقائق الالصفات الإلهية و الآخرة ....، كما يعارض بنفس القوة الفقهاء و المحدثين الذين ينادون باتباع الأثر و السنة في غير محلها
و يعده مجتهدا حقا و دائما ما يقدم المعقول على المنقول. و يشير أيضا إلى الصعوبات العلمية المتعلقة بتحقيق المقدمة حيث لا وجود لنص محقق، كما يرى ابن خلدون أن العلوم العقلية لا تظهر و لا تزدهر إلا في نطاق العمران المدني ، و إذا كان العمران مرتبط بالصنائع فهذه مرتبطة بالعقل التجريبي، و حيثما كان عمران ظهر عقل تجريبي و ينتج عنه أخلاق و سياسة عقليتين . و من ناحية الشرع فينتصر ابن خلدون الأصول الفقه و ربما لمنهجية مقاصد الشريعة أي لذلك العقل المصلحي النفعي. كما يؤكد على عدم تغير السنن في مقابل سيطرة منطق الخرق و ادعاء الاطلاع على الغيب الذي كان سائدا في عصره لدى العامة و الخاصة ،بل يقول بصريح العبارة إن الانبياء لا ينجحون إلا بالقبائل و العصائب و ذلك لينفي واقع الخوارق القواطع.
و في فصل آخر يقارن الكاتب بين مقولات ابن خلدون و أفكار رجل القانون الفرنسي الذي عاش في القرن 16 "جان بودان" و يرجع الاختلاف بينهما إلى كون جان بودان نشأ في بيئة شهدت انتشار العلم الحديث. و يقارنه ب"أوغست كونت" فيرى اقترابا لابن خلدون منه رغم اختلاف الفترة التاريخية بينهما و التطورات التي شهدها العلم في عصر أوغست كونت.

## نقد الكتاب
يعتبر بعض الباحثين ان الكاتب في مقاربته لمفهوم العقل ينطلق من عقلانية معيارية ترى الغرب معيارا للتقدم و مثالا للعلم الموضوعي ، لكن المفكر عبد السلام بنعبد العالي بالمقابل يدرجه في إطار الكتب الفلسفية و يعتبره حوارا مزدوجا مع التراث الغربي والتراث الإسلامي معا.و يركز على ضرورة التحلي بروح التشكك والتساؤل في معالجة موضوع العقل في الثقافة الاسلامية.

## اقتباسات
لا يستطيع أحد أن يدعي أنه يدرس التراث دراسة علمية موضوعية، إذا بقي هو، أعني الدارس في مستوى ذلك التراث. لا بد له، قبل كل شيء، أن يعي ضرورية القطيعة وأن يقدم عليها.
ما كنت لأكتب في الموضوع لو عدنا نعني بالعقل في آن ما نعتقد و نقول ما نفعل و ننجز كان ذلك حلم زعماء الإصلاح و لا يزال إلى يومنا هذا حلما غير محقق.
إن ثمرة العقل في النباهة ذاتها، في حركته وعمله دون اعتبار للنتائج المتوصل إليها.

إذا لم يقنع المرء بما يزوده به عقله ويلح في المطالبة بما لا يستطيع ذلك العقل الفردي أن يحققه له، حينذاك ينقلب على العقل ويتحول إلى حكيم فيلسوف أو زنديق باطني أو متصوف إباحي هذا في الاتجاه الأول، وفي اتجاه آخر قد ينطلق المرء من النقطة نفسها ويتحول إلى إمامي ينتظر من يصدع بالحق، أو إلى مريد منقاد إلى شيخ مطلع على أسرار الكون، أو إلى فقيه يتطلع إلى الطمأنينة من تمثل السنة وإحيائها في كل دقيقة من حياته.